# Parti vert de la Saskatchewan
Le Parti vert de la Saskatchewan (en anglais : Green Party of Saskatchewan) est un parti politique écologiste actif au niveau provincial en Saskatchewan (Canada).
Il est fondé en 1998 sous le nom New Green Alliance (NGA) par des militants écologistes frustrés par ce qu'ils perçoivent comme un déplacement vers la droite du Nouveau Parti démocratique, social-démocrate, sous Roy Romanow. Contrairement à plusieurs partis verts au Canada, le NGA est décidément de gauche, prônant par exemple l'imposition progressive, les droits ouvriers et l'élimination de la pauvreté. Les partisans de la NGA croyaient que le Parti vert du Canada et le Parti vert de l'Ontario sont essentiellement des partis éco-capitalistes parce qu'ils prônent les taxes à la consommation et s'opposent à l'imposition du revenu des particuliers et des entreprises. La NGA s'opposait également à la privatisation des sociétés de la Couronne. En tant que parti écologiste, la NGA appuyait l'agriculture écologique et l'utilisation écologique et juste des ressources forestières. La NGA prône la paix et la non-violence et prend fortement position contre la guerre d'Irak, contrairement au Parti vert du Canada.
La NGA a présenté des candidats lors des élections provinciales en Saskatchewan, sans réussir à remporter des sièges à l'Assemblée législative de la Saskatchewan. Lors de l'élection générale de 2003, la NGA présente 27 candidats, recevant seulement 2 504 voix (environ 0,5 % des voix) ; le NPD en reçoit 189 000. Ceci marque un déclin depuis l'élection de 1999, où le parti avait récolté 5 % des voix dans les 16 circonscriptions où il avait présenté des candidats.
Au congrès de 2005 du parti, les membres votent pour changer le nom du parti pour devenir le Parti vert de la Saskatchewan, parce que « parti vert » est un nom plus reconnaissable pour les électeurs et parce que le mot « alliance » portait à confusion. Le parti est maintenant affilié au Parti vert du Canada.

## Résultats électoraux
| Élection | # Candidats | Total des votes | % Populaire du vote |
| -------- | ----------- | --------------- | ------------------- |
| 1999     | 16/58       | 4 101           | 1,01 %              |
| 2003     | 27/58       | 2 323           | 0,55 %              |
| 2007     | 48/58       | 9 076           | 2,01 %              |
| 2011     | 58/58       | 11 461          | 2,89 %              |
| 2016     | 58/61       | 7 967           | 1,83 %              |
| 2020     | 60/61       | 10 033          | 2,27 %              |
| 2024     | 58/61       | 7 957           | 1,70 %              |

## Chef du parti
| Nom                 | Chef        |
| ------------------- | ----------- |
| Ben Webster         | 2004 - 2005 |
| Neal Anderson       | 2005 - 2006 |
| Victor Lau          | 2006        |
| John Kern (en)      | 2006        |
| Sandra Finley (en)  | 2006 - 2008 |
| Amber Jones (en)    | 2008 - 2009 |
| Larissa Shasko (en) | 2009 - 2011 |
| Victor Lau          | 2011 - 2016 |
| Shawn Setyo         | 2016 - 2019 |
| Richard Jack        | 2019 - 2020 |
| Naomi Hunter        | Depuis 2020 |

## Source
- (en) Cet article est partiellement ou en totalité issu de l’article de Wikipédia en anglais intitulé « Green Party of Saskatchewan » (voir la liste des auteurs).